# Falsomordellina vagevittata
Falsomordellina vagevittata là một loài bọ cánh cứng trong họ Mordellidae. Loài này được Nakane miêu tả khoa học năm 1957.